# 수권자본제도
수권자본제도(授權資本制度, authorized capital system, autorisiertes Kapitalsystem)은 상법상 개념으로 정관(定款)에 기재된 자본총액에 해당하는 주식의 일부 발행과 인수에 의해 회사를 설립하고, 회사 존립중 이사회의 결의에 의해 미발행주식을 발행해 자기자본을 증식시킬 수 있는 주식회사의 자본제도를 말한다. 